# Strada nazionale 2 (Marocco)
La strada nazionale 2 (N 2) in Marocco è una strada che collega Tangeri a Oujda.

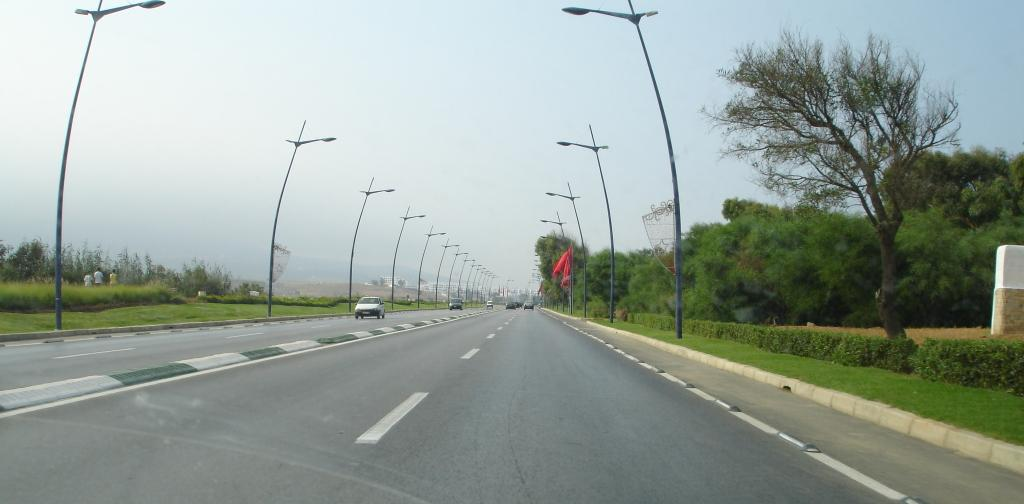
Tratto tra Tangeri e Tetouan